# Émile Mascré
Émile Mascré, var en fransk porträtt och figurmålare. 
Mascré medverkade i Parissalongen 1831-1841. Man antar att Mascré besökte Sverige omkring 1843-1844 eftersom det fanns en altartavla i Stockholm signerad E Mascré 1844. I Sverige är Mascré representerad vid Nationalmuseum och vid Skoklosters slott.   
Det finns en tavla som heter Dalkullan, som också finns i Sverige (Enköping) Den visades på Antikrundan 1991 och värderades till 55,000 då! Den är privatägd.